# Iowa-oto
Le iowa-oto (ou chiwere, ioway-otoe) est une langue amérindienne de la famille des langues siouanes du sous-groupe des langues siouanes de la vallée du Mississippi, parlée dans le centre de l'Oklahoma et au Kansas.
Le dernier locuteur de langue maternelle est disparu en 1996. La langue est éteinte.

## Variétés
L'iowa-oto était la langue de trois nations siouanes qui parlaient chacune un dialecte différent.
- Le baxoje ([baxodʒe]), parlé par les Iowas.
- Le jiwere ([dʒiwere]), parlé par les Otos.
- Le nyutachi ([ɲutʼatʃi]), parlé par les Missouris.

Le missouria, disparu au XIXe siècle, est le moins connu.